# Markku Kyllönen
Markku Kyllönen (* 15. Februar 1962 in Joensuu) ist ein ehemaliger finnischer Eishockeyspieler, der in seiner aktiven Zeit von 1980 bis 2000 unter anderem für die Winnipeg Jets in der National Hockey League gespielt hat. 

## Karriere
Markku Kyllönen begann seine Karriere als Eishockeyspieler in seiner Heimatstadt bei Jokipojat, für dessen Profimannschaft er von 1980 bis 1985 in der zweitklassigen I divisioona aktiv war. Anschließend erhielt der Flügelspieler zur Saison 1985/86 einen Vertrag bei SaiPa Lappeenranta aus der SM-liiga, für das er in seinem Rookiejahr in der höchsten finnischen Spielklasse in 34 Spielen zwölf Tore erzielte und ebenso viele Vorlagen gab. In den folgenden beiden Jahren spielte er für Kärpät Oulu, mit dem er in der Saison 1986/87 erst im Playoff-Finale um den finnischen Meistertitel an Tappara Tampere scheiterte. 
Während seiner Zeit bei Kärpät Oulu wurde Kyllönen im NHL Entry Draft 1987 in der achten Runde als insgesamt 163. Spieler von den Winnipeg Jets ausgewählt. Für die Kanadier absolvierte er in der Saison 1988/89 neun Spiele in der National Hockey League, in denen er zwei Torvorlagen gab. Die gesamte restliche Spielzeit verbrachte er allerdings bei Winnipegs Farmteam, den Moncton Hawks, in der American Hockey League, für die er in 60 Spielen 14 Tore erzielte und 20 Vorlagen gab. Nach seinem Jahr in Nordamerika, kehrte der fünffache Nationalspieler zu seinem Heimatverein Jokipojat zurück, der in der Zwischenzeit in die SM-liiga aufgestiegen war. Mit Jokipojat durchlebte er in den folgenden Jahren eine turbulente Zeit. Nach dem Abstieg 1990 gelang ihm mit seiner Mannschaft zunächst der direkte Wiederaufstieg, ehe er mit Jokipojat in der Saison 1991/92 erneut in die I divisioona abstieg. Schließlich stieg sein Team sogar in die dritte Spielklasse ab, in der er im Anschluss an die Saison 1994/95 mit dem Eishockey pausierte. 
Zur Saison 1996/97 setzte Kyllönen seine Karriere im europäischen Ausland fort und unterschrieb einen Vertrag bei den Newcastle Cobras aus der britischen Ice Hockey Superleague. Für die Engländer erzielte er in 25 Spielen zwölf Scorerpunkte, davon fünf Tore. In der Saison 1997/98 ging der Finne für den EV Landsberg in der zweiten deutschen Eishockeyspielklasse auf Torejagd. Zuletzt spielte der ehemalige NHL-Spieler von 1998 bis 2000 für den Odense IK in der dänischen AL-Bank Ligaen, ehe er im Alter von 38 Jahren seine Karriere beendete. 

### International
Für Finnland nahm Kyllönen 1987 am Canada Cup teil und gab im Turnierverlauf in fünf Spielen zwei Torvorlagen. 

## Erfolge und Auszeichnungen
- 1987 Finnischer Vizemeister mit Kärpät Oulu
- 1991 Aufstieg in die SM-liiga mit Jokipojat